# Муройский хребет
Муро́йский хребе́т — горный хребет в Забайкальском крае России, расположенный в верховьях Олёкмы и в левобережной части Нерчи; составная часть нагорья Олёкминский Становик.
Хребет вытянут в северо-восточном направлении от низовий реки Нерчуган до долины реки Инача. Протяжённость составляет 150 км, ширина — от 20 до 40 км. Преобладающие высоты 1200—1400 м, высшая точка — голец Кропоткина (1908 м). Хребет сложен комплексами пород преимущественно позднеархейского возраста, прорванными местами телами позднепалеозойских и мезозойских гранитоидов. В рельефе преобладают средневысотные горы, расчленённые долинами рек и их притоков. В приводораздельной части хребта встречаются фрагменты древней поверхности выравнивания с останцами. По склонам местами развиты курумы и скальные выступы. Преобладающие типы ландшафта — горная тайга и предгольцовые редколесья.

## Топографические карты
- Лист карты N-50-XXII. Масштаб: 1 : 200 000. Указать дату выпуска/состояния местности.
- Лист карты N-50-XXI. Масштаб: 1 : 200 000. Указать дату выпуска/состояния местности.